# Epania albertisi
Epania albertisi là một loài bọ cánh cứng trong họ Cerambycidae.